# Nothaltauftrag
Ein Nothaltauftrag ist eine Meldung im Eisenbahnverkehr, durch die ein Zug zum Anhalten aufgefordert wird. Er wird meist über Zugfunk gegeben. Per Nothaltauftrag angehaltene Züge dürfen nur mit Zustimmung des Fahrdienstleiters weiterfahren. Neben dem mündlichen Nothaltauftrag existieren noch die Schutzsignale Sh 3 und Sh 5. Früher kamen hierbei auch Knallkapseln zum Einsatz (ehemals Sh 4).

## Im Zugfunk
Nothaltaufträge über Zugfunk oder die Streckenfernsprechverbindung sind über die Notruf-Funktion abzugeben. Auch unvollständig aufgenommene Nothaltaufträge müssen sofort ausgeführt werden. Seit Dezember 2009 muss bereits bei einem eingehenden Notruf auf Sicht gefahren werden, bis die Ursache des Notrufs geklärt ist.
Wenn ein Zug den Nothaltauftrag abgibt, muss der Empfang vom Fahrdienstleiter bestätigt werden. Bei analogem Zugfunk muss der Nothaltauftrag durch den Fahrdienstleiter oder einen anderen Bediensteten wiederholt werden, damit die anderen Züge im Umkreis auch Kenntnis davon erlangen.
Ein Nothaltauftrag erstreckt sich entweder auf eine Betriebsstelle oder auf die Strecke zwischen zwei Betriebsstellen. Er hat einen definierten Wortlaut:

„Betriebsgefahr, alle Fahrten in/zwischen (Betriebsstelle/Betriebsstellenteil) sofort anhalten!
Ich wiederhole:
Betriebsgefahr, alle Fahrten in/zwischen (Betriebsstelle/Betriebsstellenteil) sofort anhalten!
Hier (Identifikation des Meldenden).“

Im Gültigkeitsbereich der Fahrdienstvorschrift der DB Netz AG (FV-DB) soll bei Abgabe des Nothaltauftrags über eine Fernsprechverbindung außer Streckenfernsprechverbindungen „alle Fahrten“ durch die Angabe eines Streckenabschnitts („alle Fahrten zwischen [Zugmeldestelle] und [Zugmeldestelle]“) oder eines Bahnhofs („alle Fahrten im Bahnhof [Name]“) ergänzt oder durch Nennung eines bestimmten Zuges („Zug [Nummer]“) ersetzt werden.

## ETCS
Im europäischen Zugbeeinflussungssystem ETCS gibt es einen bedingten und einen unbedingten Nothaltauftrag. Während bei einem unbedingten Nothaltauftrag (unconditional emergency stop message, UES) ein Zug (mit Wechsel in die Betriebsart Trip) umgehend zum Halt gebracht werden soll, bezieht sich ein bedingter Nothaltauftrag (conditional emergency stop message, CES) auf einen (relativ zur LRBG beschriebenen) Ort, an dem ein Zug zum Halt gebracht werden soll. Das ETCS-Fahrzeuggerät bewertet in diesen Fällen anhand seiner Odometriedaten die Position des Zuges. Ist die minimale sichere Zugspitze bereits an dem genannten Ort vorbeigefahren, wird der bedingte Nothaltauftrag verworfen und das RBC darüber informiert. Hat die minimale sichere Zugspitze hingegen noch nicht den im CES definierten Ort passiert, wird der bedingte Nothaltauftrag angenommen und ausgeführt. Empfängt das Fahrzeug während eines Nothalts weitere Fahrterlaubnisse, werden diese verworfen.
Nothaltaufträge können auch zurückgenommen werden. Bedingte Nothaltaufträge spielen bei der Haltfallbewertung eine wesentliche Rolle. Da im Netz der Deutschen Bahn Flanken- und Gegenfahrschutzverletzungen nur so lange behandelt werden, wie das Startsignal einer Zugstraße noch nicht in Halt gefallen ist, bleibt die mit ETCS Level 2 bestehende Möglichkeit, Züge „hinter“ dem Startsignal mittels UES anzuhalten, ungenutzt.

## LZB
Eine in der Linienförmigen Zugbeeinflussung (LZB) zur Verfügung stehende Nothaltfunktion steht aufgrund einer inzwischen erfolgen Hochrüstung auf deutschen LZB-Strecken nicht mehr zur Verfügung. Wenn durch einen Zug ein LZB-Nothalt in einer bestimmten Schleifennummer gegeben wurde, war aufgrund der planerischen Einschränkungen der Schleifentopologie in der LZB L72 ein eindeutiger Rückschluss für die LZB-Zentrale möglich, welche Schleifennummer dem entsprechenden Fahrort im Nachbargleis zugeordnet war. Somit konnten LZB-geführte Züge im Nachbargleis gestoppt werden. In der weiterentwickelten LZB CIR-ELKE wurde die eindeutige Beziehung zu den Schleifennummern im Nachbargleis aufgegeben, um die beschränkte Anzahl von Schleifen pro Zentrale besser ausnutzen zu können. Dadurch konnten mehr Gleise der Bahnhöfe mit LZB ausgerüstet werden, aber die Möglichkeit zum Geben eines Nothaltauftrags ging verloren.